# Хронично атрофично запаљење желуца
Хронично атрофично запаљење желуца (према MKB-10 : K29.4 Chronic atrophic gastritis) јесте дуготрајан (хронични) процес запаљења слузокоже желуца, који доводи до губитка жлезданих ћелија желуца и њихове евентуалне замене цревним и фиброзним ткивом. 
Као резултат, желудачно лучење есенцијалних супстанци као што су хлороводонична киселина, пепсин и унутрашњи фактор је нарушено, што доводи до проблема са варењем. Најчешћи су недостатак витамина Б12 који може довести до пернициозне анемије; и малапсорпција гвожђа, што доводи до анемије услед недостатка гвожђа. Може бити узроковано упорном инфекцијом са Helicobacter pylori, или може бити аутоимуног порекла. Они са аутоимуним атрофичним гастритисом (гастритис типа А) имају статистички већу вероватноћу да развију карцином желуца, Хашимотов тироидитис и ахлорхидрију.
Гастритис типа А првенствено погађа фундус (тело) желуца и чешћи је са пернициозном анемијом. Гастритис типа Б првенствено погађа антрум желуца, а чешћи је код инфекције Helicobacter-ом pylori.

## Епидемиологија
Учесталост атрофичног гастритиса и преваленција хроничног атрофичног гастритиса није позната јер је хронични гастритис често асимптоматски међутим, преваленција атрофичног гастритиса је паралелна са два главна узрока:
- атрофије желуца, хроничном инфекцијом Helicobacter-ом pylori (када инфекција прати ток мултифокалног атрофичног гастритиса)

- аутоимуним гастритисом.

У оба стања, атрофични гастритис се развија током много година и налази се касније у животу. Учесталост инфекције Helicobacter-ом pylori у Сједињеним Америчким  Државама је слична оној у другим западним земљама. Инфекција Helicobacter-ом pylori погађа око 20% особа млађих од 40 година и 50% оних старијих од 60 година. Међутим, подгрупе различите етничке припадности показују различите учесталости инфекције, што је чешће код азијских, латиноамеричких и афроамеричких особа.
Преваленција пернициозне анемије која је резултат аутоимуног гастритиса процењена је на 127 случајева на 100.000 чланова популације у Уједињеном Краљевству, Данској и Шведској. Инциденца пернициозне анемије је повећана код пацијената са другим имунолошким болестима, укључујући Грејвсову болест, микседем, тироидитис и хипопаратиреоидизам.
Демографија везана за расу
Чини се да је атрофични гастритис повезан са Helicobacter-ом pylori чешћи међу азијским и латиноамеричким особама него људима других раса.
У Сједињеним Америчким  Државама, инфекција Helicobacter-ом pylori је чешћа међу Афроамериканцима него код белаца, разлика се приписује социоекономским факторима. Међутим, није утврђено да ли су веће стопе атрофичног гастритиса повезаног са Helicobacter-ом pylori међу Афроамериканцима.
Аутоимуни атрофични гастритис је чешћи код појединаца северноевропског порекла и Афроамериканаца и много ређи код јужних Европљана и Азијата.
Демографија у вези са полом
Атрофични гастритис подједнако погађа оба пола, као и Helicobacter-ом pylori.
Пријављено је да аутоимуни гастритис погађа оба пола, са односом између жена и мушкараца од 3:1.
Демографија у вези са узрастом
Атрофични гастритис се открива касно у животу, јер настаје као последица дуготрајног оштећења слузокоже желуца.
Атрофични гастритис повезан са Helicobacter-ом pylori развија се постепено, али екстензивна мултифокална атрофија се обично открива код особа старијих од 50 година.
Пацијенти са аутоимуним атрофичним гастритисом обично имају пернициозну анемију, која се типично дијагностикује код особа старих око 60 година; међутим, пернициозна анемија се може открити код деце (јувенилна пернициозна анемија).

## Етиологија
Атрофични гастритис је обично повезан или са хроничном инфекцијом хеликобактером (лат. Helicobacter pylori) или са аутоимуним гастритисом. Подтип животне средине атрофичног гастритиса углавном одговара атрофичном гастритису повезаном са Helicobacter pylori, иако други неидентификовани фактори животне средине могу играти улогу у развоју желудачне атрофије.

### Хронични гастритис изазван  инфекцијомHelicobacter-ом pylori
Инфекција желуца Helicobacter-ом pylori је далеко најчешћи узрок хроничног атрофичног гастритиса.
Ризик од атрофичног гастритиса се повећава 10 пута ако је присутна инфекција Helicobacter-ом pylori .
Да ли инфекција Helicobacter-ом pylori  прати пут мултифокалног атрофичног гастритиса или пут ненатрофичног антралног гастритиса може бити повезано са факторима генетске осетљивости, факторима животне средине који модулирају интеракцију између домаћина и бактерије или бактеријских сојева.
Иако се показало да Helicobacter pylori  који поседује цаг (ген повезан са цитотоксином) има израженију патогеност и повећану вируленцију, и изазове веће нивое запаљења слузокоже и  чешће је присутан код особа заражених Helicobacter-ом pylori који развијају рак желуца, а без специфичне вируленције идентификовани су фактори који би могли бити корисни за предвиђање специфичног исхода  болести изазване Helicobacter-ом pylori.
Фактори домаћина или ефекти других агенаса животне средине ће вероватно бити детерминантни елементи који модулирају обрасце прогресије болести. На пример, породични сродници особа са карциномом желуца чешће развијају пангастритис као одговор на инфекцију Helicobacter-ом pylori, а такође чешће развијају мултифокалну интестиналну метаплазију, пренеопластичну лезију желуца и компоненту атрофичног гастритиса повезаног са Helicobacter-ом pylori.

### Аутоимунски атрофични гастритис
Аутоимуни атрофични гастритис је врста хроничног атрофичног гастритиса ограниченог на слузокожу корпуса-фундуса желуца и карактерише га изражена дифузна атрофија паријеталних и главних ћелија.
Аутоимуни гастритис је повезан са серумским антипариеталним и анти-ИФ антителима која изазивају недостатак ИФ, што, заузврат, узрокује смањену доступност кобаламина и, на крају, пернициозну анемију код неких пацијената.
У неким породицама, изгледа да се болест преноси аутозомно доминантним обрасцем наслеђивања.
Студија, која је обухватила 9.684 особе старости од 50-74 године, известила је о укупној серопреваленци присуства антитела на паријеталне ћелије желуца (АПЦА) у овој популацији од 19,5%, уз снажну повезаност између постојања присуства антитела на паријеталне ћелије желуца (АПЦА) и присуства хроничног атрофичног гастритиса. Што је болест тежа, то је већа повезаност са АПЦА. Међутим, веза између АПЦА и тежине хроничног атрофичног гастритиса била је највећа код особа које су биле негативне на Helicobacter-ом pylori.

## Клиничка слика
Неки људи са атрофичним гастритисом могу бити асимптоматски. Симптоматични пацијенти су углавном жене, а знаци атрофичног гастритиса су они повезани са недостатком гвожђа: умор, синдром немирних ногу, ломљиви нокти, губитак косе, оштећена имунолошка функција и оштећено зарастање рана. И други симптоми, као што су одложено пражњење желуца (80%), симптоми рефлукса (25%), периферна неуропатија (25% случајева), аутономне абнормалности и губитак памћења, су ређи и јављају се у 1%-2% случајева. Психијатријски поремећаји су такође пријављени, као што су манија, депресија, опсесивно компулзивни поремећај, психозе и когнитивна оштећења.
Иако аутоимуни атрофични гастритис отежава апсорпцију гвожђа и витамина Б12, недостатак гвожђа се открива у млађој доби од пернициозне анемије.
Људи са атрофичним гастритисом такође имају повећан ризик од развоја аденокарцинома желуца.

### Клиничке манифестације аутоимуног атрофичног гастритиса
Клиничке манифестације аутоимуног атрофичног гастритиса првенствено су повезане са недостатком кобаламина, који се не апсорбује на адекватан начин због недостатка ИФ који је резултат тешке атрофије паријеталних ћелија желуца. Болест има подмукао почетак и полако напредује. Недостатак кобаламина утиче на хематолошки, ГИ и неуролошки систем.
Хематолошке манифестације
Најзначајнија манифестација је мегалобластична анемија, али се ретко може развити пурпура због тромбоцитопеније. Симптоми анемије укључују слабост, вртоглавицу, вртоглавицу и тинитус, палпитације, ангину и симптоме конгестивне срчане инсуфицијенције.
ГИ манифестације
Недостатак кобаламина је повезан са мегалобластозом епитела ГИ тракта. Пацијенти се понекад жале на бол у језику. Анорексија са умереним губитком тежине, повремено повезана са дијарејом, може бити последица малапсорпције повезане са мегалобластним променама у епителу танког црева.
Неуролошке манифестације
Они су резултат демијелинизације, праћене дегенерацијом аксона и неуронском смрћу. Захваћена места укључују периферне нерве, задње и бочне стубове кичмене мождине и велики мозак. Знаци и симптоми укључују утрнулост и парестезије у екстремитетима, слабост и атаксију. Могу бити присутни поремећаји сфинктера. Поремећаји менталних функција варирају од благе раздражљивости до тешке деменције или психозе. Неуролошка болест се може јавити код пацијената са нормалним хематокритом и нормалним параметрима црвених крвних зрнаца.
Анемија
Пацијенти са пернициозном анемијом имају повећану учесталост полипа желуца и имају 2,9 пута повећану учесталост рака желуца.
Поред тога, пацијенти са аутоимуним атрофичним гастритисом и инфекцијом  Helicobacter-ом pylori могу испољити анемију са недостатком гвожђа која може бити отпорна на оралну терапију гвожђем. Показало се да ерадикација  Helicobacter-ом pylori у комбинацији са континуираном оралном терапијом гвожђем доводи до значајног повећања нивоа хемоглобина.
Примарни хиперпаратироидизам
Масирони и сарадници су пронашли доказе о неузрочној повезаности између хроничног аутоимуног атрофичног гастритиса (ЦААГ) и примарног хиперпаратироидизма (ПХПТ). Резултати показују да је ПХПТ око три пута чешћи код пацијената са ЦААГ него у општој популацији и да је ЦААГ око четири пута заступљенији код пацијената са ПХПТ него у општој популацији.

## Дијагноза
Атрофични гастритис представља завршну фазу хроничног гастритиса, како инфективног тако и аутоимуног. У оба случаја, клиничке манифестације атрофичног гастритиса су оне код хроничног гастритиса, али пернициозна анемија се примећује посебно код пацијената са аутоимуним гастритисом, а не код оних са атрофичним гастритисом повезаним са Helicobacter-ом pylori,.
Физички преглед има мали допринос код атрофичног гастритиса; међутим, неки налази су посебно повезани са компликацијама атрофичног гастритиса повезаног са Helicobacter-ом pylori и аутоимуним атрофичним гастритисом.
Код некомпликованог атрофичног гастритиса повезаног са Helicobacter-ом pylori, клинички налази су мали и неспецифични. Може бити присутна палпаторна осетљивост у епигастријуму. Ако чир на желуцу истовремено постоји, столица је позитивна на скривени губитак крви.
Налази код болесника са аутоимуним атрофичним гастритисом су последица развоја пернициозне анемије и неуролошких компликација.
Са тешким недостатком кобаламина, пацијент је блед и има благо иктеричну кожу и очи. Пулс је убрзан, а срце може бити увећано. 

Аускултацијом се обично открива шум систолног тока.
- Хистопатологија аутоимуног атрофичног гастритиса
- Хистопатологија антралне слузокоже са атрофијом. Х&Е 10к. Антрална слузница желуца са наглашеном атрофијом због замене екстензивном интестиналном метаплазијом.
- Хистопатологија слузокоже фундуса са атрофијом. Х&Е 10к; квадрат 20к. Фундикално-телесна слузница желуца са великим губитком желудачних жлезда, делимично замењена псеудо-пилоричном метаплазијом.

## Терапија
Када се дијагностикује атрофични гастритис, лечење се може усмерити (1) на елиминацију узрочника, што је могућност у случајевима атрофичног гастритиса повезаног са Helicobacter-ом pylori; (2) за корекцију компликација болести, посебно код пацијената са аутоимуним атрофичним гастритисом код којих се развија пернициозна анемија (код којих је индикована супституциона терапија витамином Б-12); или (3) да покуша да преокрене атрофични процес.
Не постоји консензус различитих студија о реверзибилности атрофичног гастритиса; међутим, уклањање Helicobacter-а pylori из већ атрофичног желуца може блокирати даље напредовање болести. До недавно, специфичне препоруке за ерадикацију Helicobacter-а pylori биле су ограничене на болест пептичког улкуса. 
На Међународној конференцији о ажурирању података о Helicobacter-у pylori у одржаној у Сједињеним Америчким Државама, проширене су препоруке за тестирање и лечење Helicobacter-а pylori.  Тестирање и ерадикација инфекције Helicobacter-ом pylori су такође препоручени након ресекције раног рака желуца и за лимфом лимфоидног ткива ниског степена који је повезан са слузокожом.
Ако се Helicobacter pylori идентификује као основни узрок гастритиса, накнадно искорењивање сада је скоро општеприхваћена пракса. Протоколи за ерадикацију Helicobacter-а pylori захтевају комбинацију антимикробних агенаса и антисекреторних агенаса, као што су инхибитори протонске пумпе (ППИ), ранитидин бизмут цитрат (РБЦ) или бизмут субсалицилат. Упркос комбинаторном ефекту лекова у режимима који се користе за лечење инфекције Helicobacter-ом pylori, стопе излечења остају, у најбољем случају, 80-95%.
Недостатак усаглашености пацијената и отпорност на антимикробне лекове су најважнији фактори који утичу на лош исход. Тренутно, најчешће коришћене и најефикасније терапије за искорењивање Helicobacter-а pylori су троструке терапије (препоручују се као третмани прве линије) и четвороструке терапије (препоручују се као третман друге линије када троструке терапије не успеју да искорене Helicobacter pylori). У оба случаја, најбољи резултати се постижу применом терапије у трајању од 10-14 дана, иако су неке студије препоручивале трајање лечења од 7 дана. Прихваћена дефиниција излечења није доказ да је Helicobacter pylori  након 4 или више недеља након завршетка антимикробне терапије искорењен.

### Трострука терапија, са назначеном дозом за одрасле
Троструке терапије инхибиторима протонске пумпели РБЦ два пута дневно (бид) укључују лансопразол (Превацид), 30 мг дневно; омепразол (Прилосец), 20 мг два пута дневно. Антибиотска терапија укључује кларитромицин (Биакин), 500 мг дневно; амоксицилин, 1.000 мг дневно; или метронидазол, 500 мг два пута дневно.
Комплети паковања који садрже комбиноване троструке терапије доступни су као комбинације лансопразола, амоксицилина и кларитромицина и бизмут субсалицилата, тетрациклина и метронидазола. Комплети паковања  садрже комбинације лекова у дозама препорученим као третман прве линије према извештају о консензусу из Мастрихта 2-2000  Европа. 

### Четворострука терапија, са назначеном дозом за одрасле
Четворострука терапија, са назначеном дозом за одрасле, је инхибитори протонске пумпе,  укључујући лансопразол (Превацид), 30 мг два пута дневно или омепразол, 20 мг два пута дневно, и антибиотике, укључујући тетрациклин ХЦл, 500 мг дневно дневно; бизмут субсалицилат, 120 мг; и метронидазол, 500 мг 3 пута дневно..

## Превенција
Епидемиолошке студије хроничног гастритиса повезаног са Helicobacter-ом pylori показују да је стицање инфекције повезано са великим препуним домаћинствима и нижим социо-економским статусом.
Добро дефинисане мере за спречавање инфекције за сада нису успостављене.